# Kiyose
Kiyose (jap. 清瀬市 Kiyose-shi) – miasto w Japonii, na wyspie Honsiu, w prefekturze metropolitarnej Tokio. Ma powierzchnię 10,23 km². W 2020 r. mieszkało w nim 76 258 osób, w 34 964 gospodarstwach domowych  (w 2010 r. 74 088 osób, w 31 109 gospodarstwach domowych). 
Kiyose otrzymało prawa miejskie 1 października 1970 roku.